# Peter Barlow
Peter Barlow (13. října 1776 Norwich, Norfolk, Anglie – 1. března 1862 Kent, Anglie) byl anglický matematik a fyzik.

## Práce v matematice
Barlow byl v zásadě samouk. V roce 1801 byl jmenován profesorem matematiky a zástupcem vedoucího matematické katedry na Královské vojenské akademii (Royal Military Academy) ve Woolwichi, a tento post si udržel až do roku 1847. Svými články o matematice přispíval do časopisu pro ženy The Ladies' Diary.
Jeho nejdůležitější díla jsou:
- Základní výzkum teorie čísel (1811);
- Nový matematický a filozofický slovník (1814);
- Nové matematické tabulky (1814).

Tyto tabulky se staly známé jako Barlowovy tabulky. Podávají hodnoty pro čtverce, kostky, čtvercové kořeny, krychle kořenů a reciproční údaje pro všechna čísla od 1 do 10 000. Byly opakovaně přetiskovány až do roku 1965. Barlow byl autorem článků o algebře, analýze, geometrii a pevnosti materiálů v Rees's Cyclopædia. Mnohokrát také přispěl do Encyclopædia Metropolitana.

## Práce ve fyzice a strojírenství

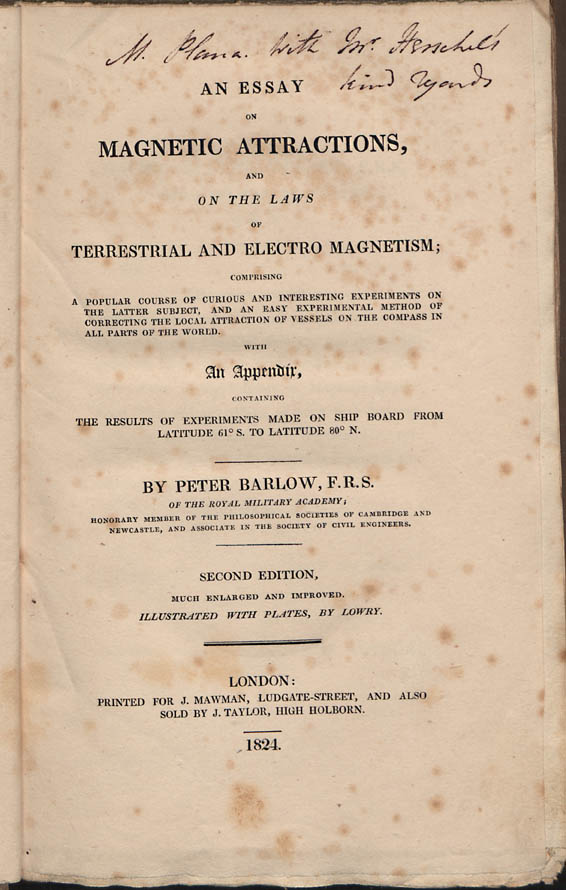
Essay on magnetic attractions, and on the laws of terrestrial and electro magnetism, 1824

Ve spolupráci s optikem Georgem Dollondem, která trvala od roku 1827 do roku 1832, vytvořil Barlow achromatickou čočku, která využívala tekutý disulfid uhličitý. Achromatické čočky byly důležitými optickými prvky zdokonalených dalekohledů. V roce 1833 postavil Barlow achromatický dvojitý objektiv ze spojeného optického a korunového skla. Obměna tohoto vynálezu, nazvaný Barlowova čočka, je široce používána v moderní astronomii a fotografii jako optický prvek pro zlepšení achromatismu a zvětšení obrazu.
Od roku 1823 byl členem Královské společnosti (Fellow of the Royal Society, FRS). O dva roky později obdržel Copleyovu medaili za svou práci na nápravě odchylek lodních kompasů, způsobených přítomností železa v trupu lodí. Některé jeho magnetické výzkumy byly provedeny ve spolupráci se Samuelem Hunterem Christiem. Prováděl časné experimentální a pozorovací studie o původu zemského magnetismu. Je mu přičítán vynález tzv. Barlowova kola, což byl časný homopolární elektromotor, a tzv. Barlowův zákon (nesprávný vzorec elektrické vodivosti).
Barlow se velmi zajímal o parní pohon lokomotiv. Byl členem anglických komisí pro rozvoj železnic Barlow v letech 1836, 1839, 1842 a 1845. Na počátku čtyřicátých let 19. století provedl několik průzkumů pro nově vzniklý Železniční inspektorát.
Barlow několikrát přispěl k teorii pevnosti materiálů, včetně jeho „Eseje o síle a namáhání dřeva“ (1817), který obsahuje experimentální údaje shromážděné u Woolwiche. Šesté vydání této práce z roku 1867 připravili dva Barlowovi synové po jeho smrti a obsahuje životopis jejich otce. Barlow také využil svých znalostí materiálů pro projekty mostů. Jeho synové Peter W. Barlow a William Henry Barlow se stali významnými stavebními inženýry 19. století. Roku 1832 byl Barlow zvolen zahraničním čestným členem Americké akademie umění a věd (American Academy of Arts and Sciences).
Zemřel ve svém domě v londýnské čtvrti Charlton v roce 1862 a byl pohřben na tamějším hřbitově, kde má náhrobek.